# Liste der Einträge im National Register of Historic Places im Prince of Wales-Hyder Census Area
Die Liste der Registered Historic Places im Prince of Wales-Hyder Census Area führt alle Bauwerke und historischen Stätten im Prince of Wales-Hyder Census Area des US-Bundesstaates Alaska auf, die in das National Register of Historic Places aufgenommen wurden.

## Hydaburg
- Hydaburg Totem Park

## Hyder
- Storehouse No. 4

## Kasaan
- Chief Son-I-Hat's Whale House and Totems Historic District

## Metlakatla
- Father William Duncan House